# Riva Krieglová
Riva Krieglová (Riva Kriegelová, Riva Friedová-Kriegelová, Riva Friedová-Krieglová) rozená Lubecká (5. června 1908 Ňasviž, dnešní Bělorusko – 21. dubna 2001 Praha) byla politička, odbojářka, členka KSČ, manželka Františka Kriegla, autorka vzpomínek a poslední očitý svědek zatčení novináře a komunistického odbojáře Julia Fučíka.

## Život

### Rodinné zázemí
Riva Krieglová se narodila 5. června 1908 ve městě Ňasviž (tehdy v carském Rusku, dnes na území Běloruska)  do židovské rodiny. Její otec se jmenoval Pinchus Lubecki, její matka se jmenovala Chawa Lubecka (rozená Eltermann). Riva měla o čtyři roky staršího bratra, který se jmenoval Ber Lubecki.

### 20. a 30. léta 20. století
Ve dvacátých letech 20. století odjela Riva do Palestiny, aby zde žila v kibucu. Zde, v Palestině, poznala svého prvního manžela, kterým byl český Žid Pavel Fried.  Jihlavský rodák Pavel Fried byl levicově orientovaný a do Palestiny odejel v roce 1930. V roce 1937 se oba vrátili do Československa a dne 4. dubna 1937 v Jihlavě uzavřeli manželství.  

### Za protektorátu
Po vzniku Protektorátu Čechy a Morava 16. března 1939 se oba zapojili do struktur domácího ilegálního protiněmeckého komunistického odboje. V odboji oba spolupracovali s komunistickým novinářem Juliem Fučíkem a spolu s ním byli oba též zatčeni.  Její manžel ani nikdo jiný z této odbojové skupiny nepřežil pobyt v nacistických vězeních a všichni v průběhu let 1943 až 1944 zahynuli.   Po zatčení bylo s Pavlem Friedem jako Židem zacházeno velmi krutě. Zahynul v Osvětimi v roce 1943. Riva Krieglová byla vězněna rovněž v Osvětimi, ale konce druhé světové války a osvobození se dožila v koncentračním táboře Ravensbrück.

### Po druhé světové válce

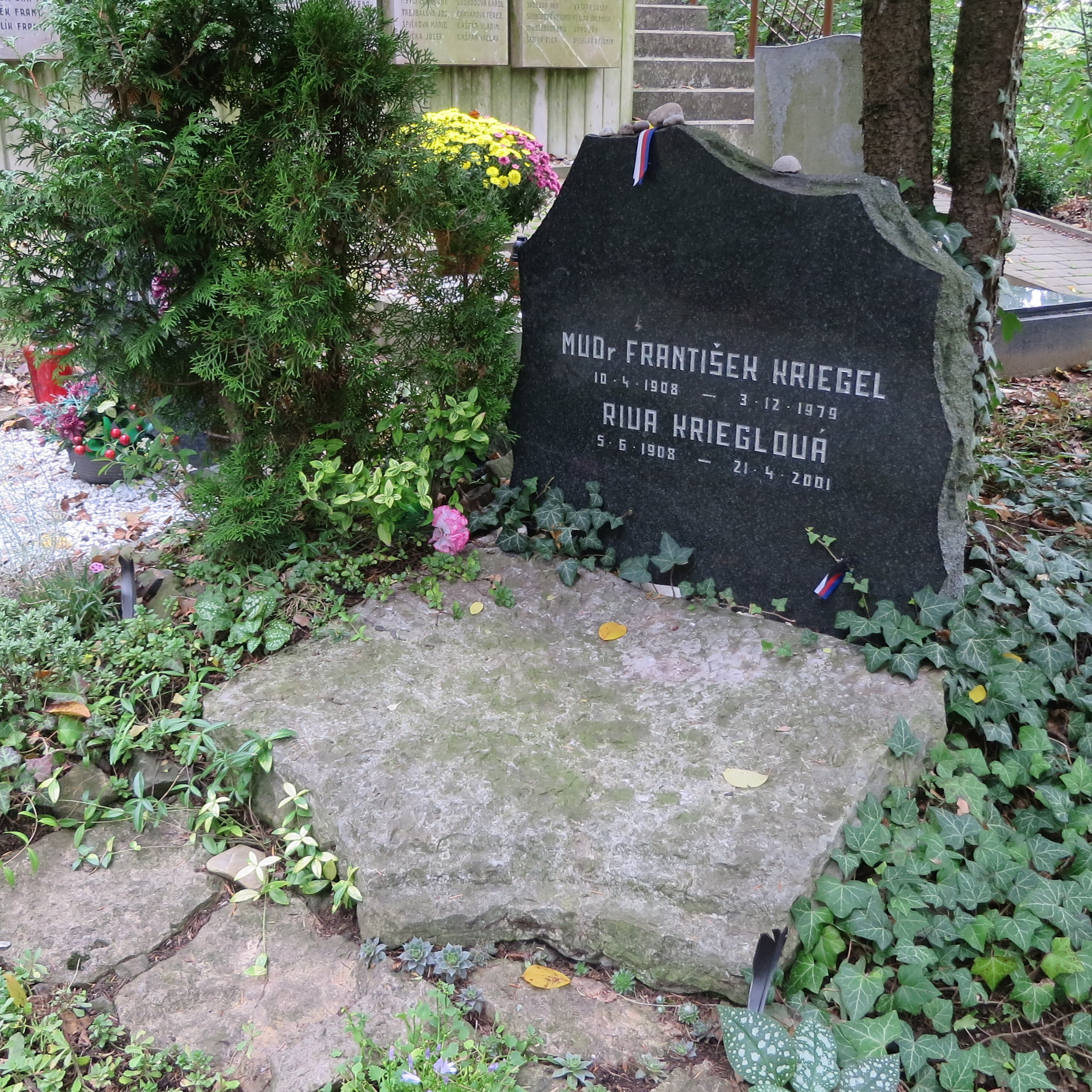
Hrob Rivy a Františka Krieglových v Praze-Motole.

Po skončení druhé světové války se v srpnu 1948 znovu provdala. Jejím druhým manželem byl František Kriegel, původním povoláním lékař, později jedna z předních osobností pražského jara roku 1968. Po invazi vojsk Varšavské smlouvy v srpnu 1968 do Československa byl spolu s dalšími vedoucími československými komunistickými politiky unesen do Moskvy, kde jako jediný člen československé delegace odmítl podepsat tzv. Moskevský protokol. Dne 30. května 1969 byl vyloučen z KSČ a v roce 1970 byl penzionován. Patřil mezi první signatáře Charty 77 a po jejím podepsání byl trvale pod dozorem Státní bezpečnosti (StB). Před jejich bytem na pražských Vinohradech se trvale usadila policejní hlídka a sledováni byli i na svých procházkách či při návštěvách koncertů.
Dne 3. prosince 1979 Kriegel zemřel na následky infarktu, který prodělal 18. září 1979. Po smrti manžela žila Riva Krieglová sama prosta všech komunistických a reformních ideálů obklopena svými četnými přáteli. Zemřela 21. dubna 2001 v Praze. Je pohřbena spolu se svým manželem Františkem Krieglem na pražském Motolském hřbitově v blízkosti dnešního Památníku obětem komunismu.